# فيل ويلسون (أستاذ جامعي)
فيل ويلسون (بالإنجليزية: Phil Wilson)‏ هو معلم موسيقى أمريكي، ولد في 19 يناير 1937 في بيلمونت في الولايات المتحدة.

## وصلات خارجية
- فيل ويلسون على موقع ميوزك برينز (الإنجليزية)
- فيل ويلسون على موقع أول ميوزيك (الإنجليزية)
- فيل ويلسون على موقع ديسكوغز (الإنجليزية)